# Alfonso Portugal
Alfonso Portugal, teljes nevén Alfonso Portugal Díaz (Mexikóváros, 1934. január 21. – Puebla, 2016. június 12.) mexikói válogatott labdarúgó, később edző.

## Pályafutása
Karrierje során több mexikói csapatnál megfordult, ezek közül a leghosszabb időt a Necaxánál (három év) és az Américánál töltötte. Egy-egy évig erősítette a Poza Ricát és az UNAM-ot is. Játékoséveinek utolsó állomáshelye az amerikai Chicago Spurs volt, ahol szintén egy évet töltött.
A válogatottal  részt vett az 1958-as világbajnokságon, összesen pedig tizennyolc meccse van a nemzeti csapatban.
Aktív játékos-pályafutása befejezése után edzősködni kezdett. Első klubja a Cruz Azul volt, majd az U20-as vb-n irányíthatta a mexikói válogatottat is. Később visszatért az akkor Atlético Español néven szereplő Necaxához, de ült az Atlas és az Ángeles kispadján is.